# Forêt de Chinon
La forêt de Chinon est une forêt domaniale française d'une superficie de 5 141 hectares située dans le département d'Indre-et-Loire, en région Centre-Val de Loire.

## Toponymie
Historiquement, elle s'est appelée forêt du Port-Huault (hameau d'Azay-le-Rideau en rive droite de l'Indre), forêt de Teillay (du mot tilleul), puis forêt de Chinon à partir du règne de Louis XI (1423-1483, roi en 1461) qui, résidant fréquemment au château de Plessis-lèz-Tours, avait fait de cette forêt un terrain de chasse royale,,,. Sur la carte de Cassini datant des années 1780 on peut lire « Forest de Chinon ».

## Géographie

### Localisation et accès
La forêt se développe sur les communes de Cheillé, Chinon, Rigny-Ussé, Rivarennes et Saint-Benoît-la-Forêt, qui sont membres du parc naturel régional Loire-Anjou-Touraine. Elle s'étend sur 5 141 hectares,, dans une direction sud-ouest / nord-est, sur une quinzaine de kilomètres entre Chinon et Azay-le-Rideau, et enserre la clairière dans laquelle se trouve le bourg de Saint-Benoît-la-Forêt.
Elle est traversée par les tronçons Azay-le-Rideau - Chinon de la RD 751 et de la voie ferrée de Tours à Chinon. De nombreux layons ou routes forestières accessibles aux piétons et aux cyclistes y pénètrent.

### Topographie et géologie
La situation de la forêt sur le plateau de Sainte-Maure-de-Touraine lui confère de faibles pentes, et des altitudes extrêmes de 50 et 120 mètres autour d'une moyenne de 110 mètres.
La couche de surface quaternaire, ainsi que la sous-couche éocène, sont principalement argilo-sableuses.

## Histoire
La forêt de Chinon est un reliquat du massif forestier qui s'étendait sur le plateau de Sainte-Maure-de-Touraine.
On y a trouvé des alignements de blocs (protohistoriques ?), des vestiges d'enceintes gauloises, ainsi que des gites de minerai de fer et des amas de scories, accompagnés de débris de tuiles, approxivement datés « de la période gallo-romaine à l'époque carolingienne ».
Au VIIe siècle, le roi Dagobert l'attribue à l'archevêque de Tours puis, en 1190, un partage est conclu entre le comte d'Anjou et l'archevêque de Tours : au comte, la « basse forêt » (grossièrement, le tiers sud-ouest), la « haute forêt » étant propriété indivise du comte et de l'archevêque. En 1205, après la prise de la place de Chinon par le roi de France Philippe Auguste, celui-ci se substitue au comte d'Anjou. Cette situation perdure encore en 1666,. Louis XI pouvait donc en avoir la jouissance totale.

### Camp américain
Dès 1951, dans le cadre de l'OTAN, le gouvernement français met à la disposition de l'armée américaine 800 hectares de la forêt domaniale. Elle y installe un dépôt de matériels et un camp, aux abords du carrefour de la Pucelle et au  parc forestier du Teillay,. Jusqu'à 1 100 Français seront employés dans cette base.
À quelques kilomètres de Chinon, sur le territoire de Saint-Benoît-la-Forêt et au sud de la RD 751, l'armée américaine construit, de 1952 à 1954, un hôpital militaire conçu pour 1 000 lits, qui sera inauguré en 1956, et après le départ en 1967 de celle-ci, il deviendra le Centre Hospitalier du Chinonais, dénommé « François Rabelais »,.

## Gestion de la forêt et sylviculture
En tant que forêt domaniale, la forêt de Chinon est gérée par l'Office national des forêts (ONF).
Ses futaies sont constituées principalement de (en % de surface) :
- Chêne rouvre/sessile	: 52 %
- Hêtre			:   3 %
- Résineux (pins)		: 44 %

Ce sont les grumes des chênes et des résineux qui sont utilisées pour le sciage, les hêtres étant généralement de médiocre qualité ; quant aux petits feuillus, ils sont écoulés localement en bois de chauffage.

## Patrimoine naturel

### Protection
La forêt domaniale de Chinon fait partie du site « Complexe forestier de Chinon et landes du Ruchard ». Dans cette forêt, trois entités ont été retenues au titre du réseau européen Natura 2000 :
- Vallon du Maupas
- Vallon de Turpenay
- Vallon du Chatelier

D'autre part, la forêt fait partie de sept ZNIEFF :
- Landes de Cravant Le Ruchard
- Landes de la forêt de Chinon
- Vallon du Doigt et du Maupas
- Vallon du Chatelier
- Bois ouest de Huismes et Saint-Benoît-la-Forêt
- Vallon du Gué droit et du Jolivet amont
- Vallon de Turpenay

### Flore
Ont été recensées neuf espèces protégées en région Centre-Val de Loire et quinze rares.

### Faune
Des espèces animales remarquables concernent des insectes, des batraciens et des oiseaux.
Les mammifères sont moyennement à peu abondants:
- cerf élaphe
- chevreuil
- sanglier
- lièvre, lapin
- renard, blaireau
- belette, fouine, martre, putois

## Usages de la forêt

### Tourisme
De nombreux layons et routes forestières sont propices aux randonnées à pied ou à vélo (observation de la vie sauvage, cueillette de champignons).
La forêt est traversée par le tronçon Azay-le-Rideau - Chinon du GR3 (« La Loire sauvage à pied »).
Un sentier de découverte balisé de 4,5 km est accessible à proximité du bourg de Saint-Benoît-la-Forêt.
Autres points d'intérêt, en proche périphérie :
- Parcours acrobatique en hauteur ouvert pendant la  belle saison[34]
- Vestiges de l'abbaye de Turpenay

### Chasse
- Chasse à tir : quatre lots sont adjugés par période de six ans à des locaux ; les cervidés en sont exclus (chassés en licence collective)[35]
- Chasse à courre au cerf : concédée par bail de six ans[35],[36]